# フランケンシュタインの花嫁

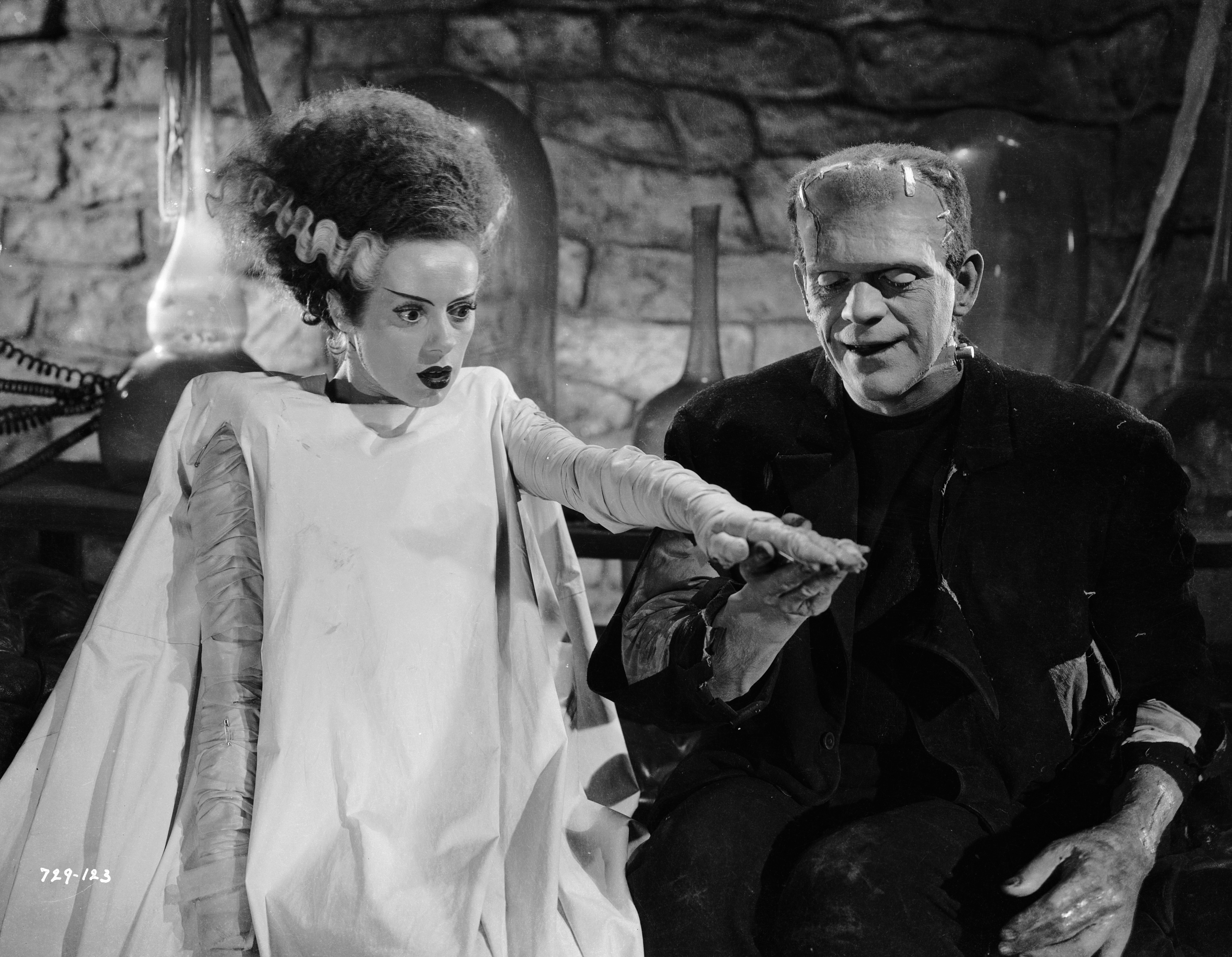
エルザ・ランチェスター(左)とボリス・カーロフ

『フランケンシュタインの花嫁』（フランケンシュタインのはなよめ、原題：Bride of Frankenstein）は、1935年にアメリカのユニバーサル映画が製作したSFホラー映画。『フランケンシュタイン』（1931年）の続編。監督ジェイムズ・ホエールと怪物役のボリス・カーロフは前作と同じ。エルザ・ランチェスターが怪物の花嫁とメアリー・シェリーの二役を演じている。
1998年、アメリカ議会図書館は「文化的、歴史的、審美的に重要」としてアメリカ国立フィルム登録簿に保存した。

## ストーリー
嵐の中、屋敷で会談するバイロン卿は、シェリー夫人の小説『フランケンシュタイン』を称賛する。夫シェリーは「結末があっけない」と不満を述べるが、夫人は「物語には続きがあるの」と返答して物語の続きを語り始める。
風車小屋が焼け落ちたのを見届けた市長は怪物が死んだと判断し、風車小屋から投げ出されて死んだヘンリー・フランケンシュタインの遺体を連れてフランケンシュタイン家に向かう。娘マリアを怪物に殺されたハンスは、怪物の死を確かめるために焼け跡を探すが、足を滑らせて地下水道に落ちてしまう。そこには生き延びていた怪物がおり、ハンスは怪物に殺され、夫の身を案じる妻も殺されてしまう。一方、フランケンシュタイン家ではヘンリーの婚約者エリザベスが彼の死を嘆くが、ヘンリーは生きており屋敷の中は感激に包まれる。そこにメイドのミニーが現れ「怪物が生きていた」と叫ぶが、執事のハーミットは「見間違いだろう」と相手にしなかった。
傷が癒えたヘンリーの元へ、大学時代の恩師プレトリアス博士が訪れる。プレトリアスも生命の創造を夢見ており、研究室に招待して自身の作品を披露する。彼は小人の創造には成功していたが、等身大の人間の創造を実現するためにヘンリーに協力を求めるが、彼は協力を拒否して研究室を立ち去る。同じ頃、森の中を彷徨っていた怪物は猟師たちに見付かり、報告を受けた市長は再び怪物狩りを始める。村人たちに捕まった怪物は警察署の地下牢に監禁されるが、鎖を引き千切り脱走する。怪物は盲目の老人が住む小屋に逃げ込み、老人は怪物を友として受け入れる。初めて自分を受け入れてくれる人間に出会った怪物は喜び、老人から言葉を教えてもらう。
しかし、猟師たちに発見された怪物は小屋から逃げ出し、墓地の地下に逃げ込む。そこには金で雇った犯罪者を連れたプレトリアスがおり、人間を創造するために少女の墓を荒らしていた。怪物と遭遇したプレトリアスは、「君に花嫁を作ってやる」と語り怪物を味方に引き込み、エリザベスを誘拐してヘンリーを脅迫する。ヘンリーはエリザベスを助けるためにプレトリアスに協力し、山奥の塔で花嫁の創造を行う。ヘンリーとプレトリアスは嵐の雷光を利用して花嫁の創造に成功し、怪物は仲間ができたことを喜ぶが、花嫁は怪物の姿を見て絶叫して彼を拒絶する。仲間からも拒絶された怪物は絶望して塔を爆破しようとするが、そこにエリザベスが現れヘンリーを助け出そうとする。怪物はヘンリーとエリザベスを脱出させ、プレトリアスと花嫁を道連れに塔を爆破し、ヘンリーとエリザベスは崩れ落ちる塔を遠くから見つめる。

## キャスト
- フランケンシュタインの怪物：ボリス・カーロフ
- ヘンリー・フランケンシュタイン：コリン・クライヴ（英語版）
- エリザベス：ヴァレリー・ホブソン（英語版）
- プレトリアス博士（英語版）：アーネスト・セジガー（英語版）
- フランケンシュタインの花嫁（英語版）、メアリー・シェリー：エルザ・ランチェスター
- バイロン卿：ギャヴィン・ゴードン（英語版）
- パーシー・ビッシュ・シェリー：ダグラス・ウォルトン（英語版）
- ミニー：ユーナ・オコナー（英語版）
- 市長：E・E・クライヴ（英語版）
- 隠者：O・P・ヘギー（英語版）
- カール：ドワイト・フライ（英語版）
- ハンス：レジナルド・バーロウ（英語版）
- ハンスの妻：メアリー・ゴードン（英語版）

## スタッフ
- 製作：カール・レムリ・Jr
- 監督：ジェイムズ・ホエール
- 脚本：ジョン・ボルダーストン、ウィリアム・ハールバット
- 撮影：ジョン・J・メスコール
- 音楽：フランツ・ワックスマン
- 特撮：ジョン・P・フルトン
- メイキャップ：ジャック・P・ピアース
- 配給：ユニバーサル

## 制作

### 脚本
ユニバーサルは1931年、前作『フランケンシュタイン』試写会の時点で続編の製作を検討。ヘンリー・フランケンシュタインが続編にも出れるよう、前作のエンディングを変更した。ジェイムズ・ホエールは前作で「アイディアは出し切った」と『花嫁』の監督をいったんは辞退。しかしホエールは『透明人間』（1933年）もヒットさせ、プロデューサーのカール・レムリ・Jrは『花嫁』の監督はホエールしかいないと確信。ホエールは『花嫁』を受ける条件として、ドラマ映画の『女は求む』を先に撮る。ホエールは続編は前作を上回らないと思っていたので、記憶に残る変な映画を作ることにする。撮影所の広報担当によると、ホエールは撮影所の顧問精神病医と「怪物の精神年齢は10歳の少年並、感情年齢は15歳の若者並」に決めた。二人は撮影所にいた10歳の子供たちをテストして、怪物が喋ることができる簡単な44の言葉を選択した。
1932年、前作の脚本を書いたロバート・フローリーが『The New Adventures of Frankenstein — The Monster Lives!（フランケンシュタインの新たなる冒険：怪物は生きていた!）』という脚本を書いたがこれは没になった。代わってユニバーサルの脚本家トム・リードが『The Return of Frankenstein（帰ってきたフランケンシュタイン）』という脚本を執筆。1933年にそれは採用され、リードはフル・シナリオを書いてヘイズ・コードに申請。無事審査はパスしたが、ホエールは「出来がひどい」と拒否。小説家のローレンス・G・ブロックマンとフィリップ・マクドナルドが雇われるが、ホエールはそれにも難色を示す。1934年、ホエールはジョン・L・ボルダーストンに違う脚本を依頼。怪物が仲間を創るよう求めるという話と、プロローグにメアリー・シェリーたちが登場するのはボルダーストンのアイディアである。しかしホエールはそれでも満足せず、さらに劇作家のウィリアム・ハールバットと作家のエドマンド・L. ピアソンに直しを依頼。1934年11月、そうして完成した最終稿をヘイズ・コードに提出する。（ホエールはエリザベスに"花嫁"へ心臓を提供させるつもりだった、とキム・ニューマンは主張しているが 、映画史家のスコット・マックイーンはそれを真っ向から否定している）

### キャスティング

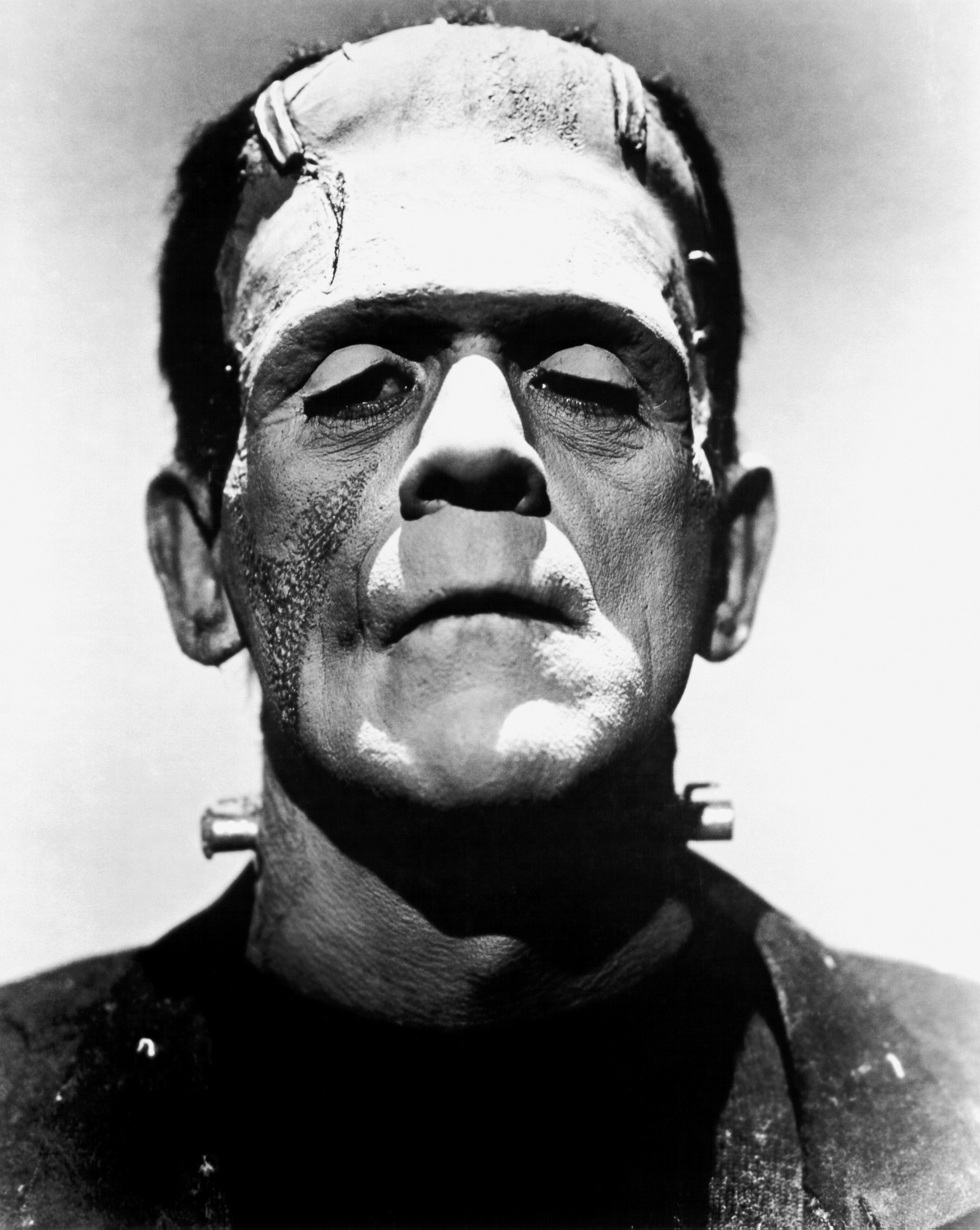
怪物役のボリス・カーロフ

前作から引き続き怪物役を演じるカーロフは怪物が言葉を喋ることに反対だった。「話すだなんてばかげてる。怪物が衝撃的で魅力的だったのは、はっきりと喋らなかったからだ」。クレジットが「ボリス・カーロフ」でなく「カーロフ」となったのは、ユニバーサルの慣習である。
コリン・クライヴも前作からの続投。ホブソンが言うには、クライヴは前作以降アルコール依存症を悪化させていたという。しかし、ホエールは彼の「ヒステリックな特徴」が続編に必要だと感じ、再起用した。
前作でフリッツを演じたドワイト・フライは医者の助手カールで出演。
プレトリアス博士役については、当初ベラ・ルゴシやクロード・レインズが検討されていたとも、アーネスト・セジガーのために特別に作られたとも諸説ある。
エリザベス役がヴァレリー・ホブソンに交代したのはメイ・クラークの健康が優れなかったからだとする資料がある。
"花嫁"とメアリー・シェリーを同じ女優が演じることは、制作の初期段階でホエールが決めていた。ただし、その候補には当初ブリギッテ・ヘルムやフィリス・ブルックスの名前が挙がっていた。エルザ・ランチェスターはチャールズ・ロートンの妻で、ロートンがアカデミー主演男優賞を受賞した『ヘンリー八世の私生活』（1933年）に出演したくらいのキャリアしかなかった。（ちなみにロートンのハリウッド・デビューはホエールが監督した『魔の家』）。ホエールはロンドンに一時帰国していたランチェスターに花嫁/シェリー役をオファーした。"花嫁"が奇声を発するシーンはランチェスターが白鳥の鳴き声を参考に考案したものである。ホエールがカメラ・アングルを変えながら撮影するので、彼女は喉に痛みを感じた。なお、オープニングタイトルではメアリー・シェリー役のみクレジット、"花嫁"役は「?」とされている。

### メイキャップ
ユニバーサルのメイキャップ担当ジャック・ピアースは怪物の造形に特別の注意を払った。前作のデザインから、火事のためにできた傷跡を追加し、髪を短くした。さらに話が進むにつれ傷が癒えていくことを表すためメイクを細かく修正した。"花嫁"のメイクについてはホエールの要求も高く共同で考案した。アイコニックな髪型は古代エジプトの王妃ネフェルティティを参考に、ワイヤーで固定したうえパーマをかけた。ランチェスターはこれを嫌がり、ピアースが造物主のように思え、またピアースが白衣を着ていたので毎朝病院で手術を受けているようだったと述懐している。メアリー・シェリーを演じる時は蝶・星・月をスパンコールで刺繍した白いドレスを着せられた。ランチェスターが聞いた話ではこのドレスは17人の女性が17週間かけて作ったということである。この衣装の時はトイレが大変で、できるだけ水分は取らず、トイレに行く時には着付け担当者に随いてきてもらったという。

### 特殊効果
特殊効果は当時ユニバーサル撮影所の特撮部トップだったジョン・P・フルトンが担当した。ホムンクルスのシーンは、フルトンとデイヴィッド・S・ホースレイで、実物大の瓶の中に俳優を入れて2日間かけて撮影した後、前景をロトスコープ、背景をマットペイントで処理した。小人症の俳優ビリー・バーティもホムンクルスの赤ちゃん役で出演したが、ホエールがシーンをカット。しかし、遠景のシーンでちらっと見える。
実験室の機械・装置を作ったのは電飾担当のケネス・ストリックファーデン。前作のために作った「宇宙線散布装置（Cosmic Ray Diffuser）」、「星雲投影機（Nebularium）」といった空想科学的な名前のついた機器をリサイクルして使用した。ストリックファーデンの装置によって生み出された稲妻はストック・フッテージとして多くの映画・テレビ番組に使われている。

### 音楽
ホエールはパーティでフランツ・ワックスマンに会った時、映画の音楽を依頼した。「ラストの爆発シーン以外何も決まってないんだが、曲を作ってくれるかね？」。ワックスマンは怪物と、花嫁と、プレトリアス博士の3つの主題を作った。爆発シーンの最後が不協和音で終わるのはホエールの提案である。コンスタンチン・バカレイニコフの指揮により22人の編成で9時間かけて録音した。

### 撮影
クランクインは1935年1月2日。製作費は293,750ドル（2020年で換算すると584万ドル）。
撮影初日、怪物が破壊された水車の下の水の中を歩くシーンで、カーロフは衣装の下にゴム・スーツを着けたが、スーツの中に空気が入り、スーツはスイレンのように膨張した。その日のうちにカーロフが腰を骨折したことがわかり、スタントマンが必要になった。一方、クライヴは足を骨折。
1935年3月7日に撮了。隠者役のO・P・ヘギーを待つ間、撮影が休みになり、そのせいで予定を10日オーバーした。予算も最初の予定を上回り、397,023ドル（2020年で換算すると927万ドル）になった。
前作ではフランケンシュタイン博士は城から逃げ出すときに死んだことになっていた。ホエールは生き残ったように撮り直したが、崩壊する実験室のシーンにクライヴの姿が残っている。
ホエールは上映時間を90分から75分まで詰め、封切りの数日前まで再撮影、再編集を行った。

## リメイク
ユニバーサルは何度かこの映画のリメイクを試みた。『フランケンシュタイン』は何度も作られたが、『フランケンシュタインの花嫁』のリメイクはスティング、クランシー・ブラウン、ジェニファー・ビールス出演の『ブライド』（1985年）のみである。1991年にスタジオがケーブルテレビ用にリメイクを検討した際にはマーティン・スコセッシが監督に興味を示した。

## レガシー
"花嫁"のシーンはたびたび引用されている。主なものに以下の作品がある。
- ファンハウス/惨劇の館 (1981)
- ときめきサイエンス (1985)
- チャイルド・プレイ チャッキーの花嫁（英語版） (1998)
- ゴッド・アンド・モンスター (1998)
- ヘルボーイ/ゴールデン・アーミー (2008)

『怪物の花嫁  Bride of the Monster』（1955年）の題名もこの映画を連想させる。